# Mucronella pusilla
Mucronella pusilla är en svampart som beskrevs av Corner 1950. Mucronella pusilla ingår i släktet Mucronella och familjen fingersvampar.   Inga underarter finns listade i Catalogue of Life.